# Daniil Bol'šunov
Daniil Gennad'evič Bol'šunov (in russo Даниил Геннадьевич Большунов?; Togliatti, 3 aprile 1997) è un calciatore russo, centrocampista del KDV Tomsk.

## Caratteristiche tecniche
È un mediano.

## Carriera
Ha esordito in Prem'er-Liga il 21 maggio 2017 disputando con il Tom' Tomsk l'incontro perso 5-1 contro il Krasnodar.